# Rhyacophila shaanxiensis
Rhyacophila shaanxiensis là một loài Trichoptera trong họ Rhyacophilidae. Chúng phân bố ở miền Cổ bắc.